# دینامیک سازه‌ها
دینامیک سازه‌ها (به انگلیسی: Structural dynamics) زیر شاخه‌ای ست از تحلیل سازه‌ها و تئوری ارتعاشات است که به آنالیز و مطالعه رفتار سازه‌ها تحت اثر بارهای دینامیکی می‌پردازد.

## مقدمه
بارهای وارده بر سازه در بعضی موارد ممکن است از نظر مقدار، جهت و موقعیت تغییراتی نسبت به زمان داشته باشند. این بارها را اصطلاحاً بارهای دینامیکی گویند. در چنین حالتی رفتار سازه «مقادیر تغییر شکلها، نیروهای داخلی و تنشها» وابسته به زمان خواهد بود؛ بنابراین رفتار سازه در این حالت بر عکس رفتار استاتیکی آن جواب منحصربه‌فردی نخواهد داشت، بلکه در هر لحظه از زمان، رفتار خاصی برای آن موجود خواهد بود که به آن رفتار دینامیکی می‌گویند.
در اثر اعمال بارهای دینامیکی، تغییر مکان حاصله همراه با سرعت و شتاب خواهد بود. جهت مقابله با شتاب وارده، نیرویی به نام نیروی لختی در اثر جرم و جهت مقابله با سرعت، نیروی میرایی در اثر اصطکاک بین ذرات، لقی اتصالات و غیره به وجود می‌آید؛ بنابراین نیروهای داخلی سازه نه تنها می‌باید با بارگذاری اعمال شده بر آن در تعادل باشند، بلکه نیروهای لختی ناشی از شتاب و میرایی ناشی از سرعت نیز در تعادل مؤثر می‌باشند. از جمله اثرات دینامیکی وارد بر سازه‌ها و ساختمان‌ها می‌توان به موارد زیر اشاره کرد:
1. اثر زلزله
2. نیروی باد
3. نیروی ناشی از امواج بر سازه‌های دریایی
4. اثر انفجارها
5. بارهای متحرک ترافیکی
6. پی ماشین آلات

اجزای تشکیل دهنده یک سیستم ارتعاشی شامل جرم، فنر، میراکننده و نیروی محرک است که برای سیستم‌های حقیقی معمولاً پیوسته هستند؛ ولی در بیشتر مواقع با جایگزین کردن خواص پیوسته به صورت ناپیوسته ممکن است تجزیه و تحلیل را ساده‌تر نمود. بعد از آنکه خصوصیات مکانیکی هر جزء تعیین گردید، آنالیست در وضعیتی می‌باشد که می‌تواند یک مدل ریاضی تشکیل دهد که نمایانگر سیستم حقیقی است.

با توجه به مطالب ذکر شده، سیستم‌های ارتعاشی را می‌توان بر حسب نوع مدل ریاضی به دو دسته طبقه‌بندی نمود؛ مدل‌های ناپیوسته دارای تعداد درجات آزادی معینی هستند، حال آنکه سیستم‌های پیوسته دارای بی‌نهایت درجه آزادی هستند. طبق تعریف درجه آزادی عبارتست از تعداد مختصات مستقل برای توصیف حرکت یک سیستم.

## معادلات حرکت سیستم‌های یک درجه آزادی

### کلیات
معادلات حرکت، روابط ریاضی حاکم بر تغییر مکان‌های دینامیکی دستگاه‌ها می‌باشد. معادلات حرکت به‌طور کلی از سه روش مختلف بدست می‌آیند که هرکدام از آن‌ها در حالت خاص ممکن است از دو روش دیگر مناسبتر باشد.
1. قوانین حرکت نیوتن (اصل دالامبر)
2. اصل هامیلتون
3. اصل کار مجازی

#### روش تعادل دینامیکی (اصل دالامبر)
نیروی لختی که نمایانگر مقاومت جسم در مقابل شتاب حرکت می‌باشد از رابط زیر بر حسب شتاب حرکت حاصل می‌گردد:
{\displaystyle p(t)+m{\ddot {u}}(t)=0}
به کمک این اصل معادلات حرکت اجسام را می‌توان با در نظر گرفتن نیروی لختی به شکل مشابه تعادل استاتیکی اجسام بدست آورد. به عبارت دیگر اگر نیروی اینرسی را به عنوان نیروی مقاوم در برابر شتاب گرفتن و در خلاف جهت حرکت، وارد پیکره آزاد جسم نماییم معادله حرکت آن را می‌توان با نوشتن معادله تعادل کلیه نیروهای موجود در پیکره آزاد جسم به سادگی بدست آورد. نیروی (P(t نیز می‌تواند نیروی خارجی، نیروی ارتجاعی یا نیروی میرایی باشد.

#### اصل هامیلتون
در برخی موارد به کار بردن روش انرژی که بر اساس کمیت‌های عددی انرژی جنبشی و انرژی پتانسیل دستگاه می‌باشد، نسبت به روش برداری مناسب تر است. این روش که مبتنی بر اصل هامیلتون می‌باشد، معمولاً به صورت زیر نوشته می‌شود:
{\displaystyle \int _{t_{1}}^{t_{2}}\delta (T-V)\,dt+\int _{t_{1}}^{t_{2}}\delta W\,dt=0}
که در این رابطه:

T: انرژی جنبشی

V: انرژی پتانسیل

W: کار انجام شده توسط نیروهای غیرپتانسیل نظیر نیروی میرایی و بارهای خارجی دلخواه

{\displaystyle \delta \,}: نشان دهنده تغییرات این انرژیها

اصل هامیلتون بیان می‌دارد:
مجموع تغییرات انرژی‌های جنبشی و پتانسیل دستگاه و کار انجام شده توسط نیروهای غیرپتانسیل در فاصله زمانی {\displaystyle \Delta t=t_{2}-t_{1}} برابر صفر است.

#### اصل کار مجازی
اصل کار مجازی بیان می‌دارد:
کار مجازی انجام شده توسط نیروهای فعال خارجی بر روی یک مجموعه مکانیکی ایده‌آل در حد تعادل به ازای هرگونه جابجایی مجازی سازگار با قیود مجموعه مساوی صفر است.

شرط تعادل سیستم هم ارز با صفر بودن نیروها در یک تغییر مکان مجازی می‌باشد. طرز به کار بردن این اصل برای دستیابی به معادله حرکت دستگاه به این ترتیب است که ابتدا باید کلیه نیروهای وارده بر جرم‌های متمرکز شده دستگاه را مشخص نمود. به ویژه نیروهای لختی که طبق اصل دالامبر بدست آمده‌اند، سپس در هر درجه آزادی دستگاه تغییر مکان نسبی ایجاد کرده و کار انجام شده توسط نیروهای متعادل‌کننده را برابر صفر قرار می‌دهیم. به این ترتیب برای n درجه آزادی n معادله تعادل می‌توان نوشت که به n معادله حرکت دستگاه منتهی می‌گردد. اگر دستگاه شامل تعداد زیادی جرم متمرکز باشد روش‌های انرژی یا مکان‌های مجازی مناسبتر می‌باشد.

### نیروهای مؤثر در معادلات حرکت
نیروهای مؤثر در معادله حرکت دستگاه‌هایی که به صورت یک درجه آزادی مدل شده‌اند، عبارت از نیروهای مقاوم در مقابل تغییر مکان، سرعت و شتاب می‌باشد. عاملی که تغییرمکان را به نیرو مربوط می‌کند معمولاً به شکل فنر مدل می‌شود.

نیروی فنر fs همواره در امتداد محور فنر عمل می‌کند، در محدوده تغییر طول‌های کوچک رابطه نیرو و تغییر طول فنر را به صورت خطی در نظر می‌گیریم، از آنجا که تغییر طول مدلی از تغییر شکل واقعی سازه می‌باشد با توجه به خطی بودن رابطه نیرو- تغییر مکان در محدودهٔ تغییر شکل‌های کوچک سازه طبق قانون هوک، این فرض کاملاً منطقی است؛ لذا می‌توان نوشت:

{\displaystyle f_{s}=ku}
که در آن k ثابت فنر نامیده شده و واحد آن عبارتست از واحد نیرو بر واحد طول .

در یک سازهٔ تغییر شکل یافته به غیر از جذب انرژی ناشی از تغییر شکل ارتجاعی آن که با فنر بالا مدل می‌شود، مقداری انرژی نیز تلف می‌گردد. به عبارت دیگر در هنگام تغییر شکل سازه، مکانیزم‌های میرایی در آن به وجود می‌آید. مدل تحلیلی متداولی که برای میرایی در تحلیل‌های دینامیکی در نظر گرفته می‌شود، کمک فنر ویسکوز می‌باشد. ثابت تناسب نیروی میرایی با سرعت، ضریب میرایی نامیده شده و با C نمایش داده می‌شود؛ بنابراین نیروی میرایی را می‌توان با رابطه زیر در معادله تعادل منظور نمود.

{\displaystyle f_{d}=C({\dot {u_{2}}}-{\dot {u_{1}}})=C{\dot {u}}}
واحد C در دستگاه SI برابر {\displaystyle {\cfrac {N.sec}{m}}} است.
تعیین کردن و منظور کردن نیروهای لختی در معادلات حرکت شاید مهم‌ترین بخش از مراحل تعیین این معادلات باشد. نیروی لختی ذره از معادله حرکت نیوتن بدست می‌آید:
{\displaystyle \sum F=m{\ddot {u}}}
{\displaystyle f_{I}=-m{\ddot {u}}}
در این رابطه m جرم ذره و شتاب آن نسبت به دستگاه مختصات ماند می‌باشد که به شکل یک دستگاه متعامد واقع در یک نقطه از فضا و بدون حرکات انتقالی و چرخشی فرض می‌شود. علامت منفی نمایانگر این است که نیروی لختی در جهت عکس شتاب حرکتی منظور می‌گردد. معادل تعادل دینامیکی را می‌توان به شکل زیر نوشت.
{\displaystyle \sum F+f_{I}=0}
یعنی نیروی لختی را از حاصلضرب جرم ذره در شتاب حرکت آن بدست آورده و در خلال جهت بردار شتاب وارد معادله تعادل نیروها می‌نماییم.

## معادلات حرکت سیستم‌های n درجه آزادی
روش دیگری که می‌توان با آن معادلات حرکت را بدست آورد استفاده از ضریب تأثیر است. هدف از ارائه این روش تفهیم تعبیر فیزیکی عناصر ماتریس‌های ضرایب است که در معادلات حرکت ظاهر می‌شود.

{\displaystyle M{\ddot {X}}+C{\dot {X}}+KX=F(t)}

دراین معادله دیفرانسیل برداری، هر مختصه {\displaystyle x_{i}(t)} مشخصه یک درجه آزادی سیستم است. در هر مختصه یک نیروی خارجی معلوم {\displaystyle p_{i}(t)} اعمال می‌شود که در حالت تعادل این نیرو باید به وسیله نیروهای داخلی وارده در آن نقطه متعادل شود.
این نیروهای داخلی عبارتند از:نیروی اینرسی {\displaystyle f_{m}i}، نیروی میرائی {\displaystyle f_{d}i} و نیروی الاستیک {\displaystyle f_{k}i}.